# Caroline Sunshine
Caroline Sunshine (*5. září 1995, Atlanta, Georgie, USA) je americká herečka, zpěvačka a tanečnice. Žije v Orange County v Kalifornii s rodiči Thomem a Karen Sunshine a dvěma mladšími bratry Johnem a Christopherem. Hraje jednu z hlavních postav v seriálu Na parket!.